# Edna Garrido Ramírez
Edna Garrido Ramírez (Azua de Compostela, 19 de junio de 1913 – Virginia Beach, 11 de abril de 2010), conocida como Edna Garrido de Boggs, fue una educadora, investigadora y folclorista dominicana. Como educadora destaca su labor magisterial la cual ejerció durante doce años, sus investigaciones sobre el folclore Dominicano son de irrefutable calidad[cita requerida] Académica, considerándose como una pionera en los estudios del folclore dominicano y un referente en la etnomusicología.[cita requerida]

## Biografía
Garrido Ramírez nació en Azua de Compostela y pasó gran parte de su infancia en San Juan de la Maguana. Es hija del escritor y educador Víctor Garrido Puello y la señora Tijides Ramírez Lasala, hija de general Wenceslao Ramírez. 
Realizó sus estudios básicos en la escuela de su localidad villa San Juan de la Maguana, y a los diez años se trasladó con su familia a la Ciudad de Santo Domingo.  
Se graduó de maestra normal en 1934, ejerciendo de educadora de 1934 a 1946. Participó en un curso de introducción al folclore en la Universidad Autónoma de Santo Domingo (UASD), curso que le despierta interés en esta rama de la antropología cultural, 1946 viaja a Estados Unidos para ampliar sus estudios del folklore. Allí estudió bajo la orientación del doctor Ralph S. Boggs y de otros especialistas de la Universidad de Carolina del Norte en Chapel Hill. 
En 24 de junio de 1948 contrajo matrimonio con el doctor Boggs y vivió durante muchos años en Miami, Florida, Estados Unidos, desde donde se mantuvo divulgando sus investigaciones del folklore dominicano mediante monografías, conferencias y artículos de prensa. En 1952 ganó el primer premio de la sección de folklore en un concurso literario celebrado en Santo Domingo. Fue fundadora de la primera Sociedad Folklórica, fundada en Santo Domingo en 1947, y fundadora del «Boletín del Folklore Dominicano» de 1947 a 1948. En 1969  el Gobierno Dominicano otorgó a Edna Garrido de Boggs la Orden Heráldica de Juan Pablo Duarte, en el grado de Comendador, por su labor etnomusicológica. 
Su único hermano, Víctor Garrido , falleció en el año 2006.

## Obra
Libros Publicados:
- Versiones Dominicanas de Romances Españoles, Santo Domingo 1946.
- Folklore Infantil de Santo Domingo, Madrid 1956.
- Panorama del folklore dominicano en 1961.
- Reseña Histórica del Folklore Dominicano 2006.

## Artículos
- «Las Lomas Dos Hermanos», Boletín del Folklore Dominicano, 1947, I, núm. 1.
- «El aguinaldo»,Boletín del Folklore Dominicano, 1948, II, núm., I.
- En colaboración con R. S. Boggs, «Unas categorías de adivinanzas ilustradas con ejemplos dominicanos, homenaje Luis de Hoyos Sainz», Madrid 1949, I; y «Supervivencias de Refranes Españoles en Santo Domingo», Folklore Americano, XV/XVI, núm. 15.
- «El Dominicano visto a Través de sus Juegos», EME, 1975, III, número 17.
- «Lo Folklórico y lo Popular», Revista Actualidad, agosto 16, 1947, IV.